# Cathédrale Saint-Louis de Beyrouth
Pour les articles homonymes, voir Cathédrale Saint-Louis.
 (janvier 2024).
La cathédrale Saint-Louis est une cathédrale de Beyrouth dédiée à saint Louis, roi de France. Petite cathédrale de rite catholique latin, elle a été construite par l'ordre des frères mineurs capucins en 1864-1868 comme église paroissiale. Elle est située dans le centre-ville de Beyrouth (quartier de Bab Edris), au nord du grand sérail. Elle est le siège du vicariat apostolique de Beyrouth, érigé en 1953.

## Historique

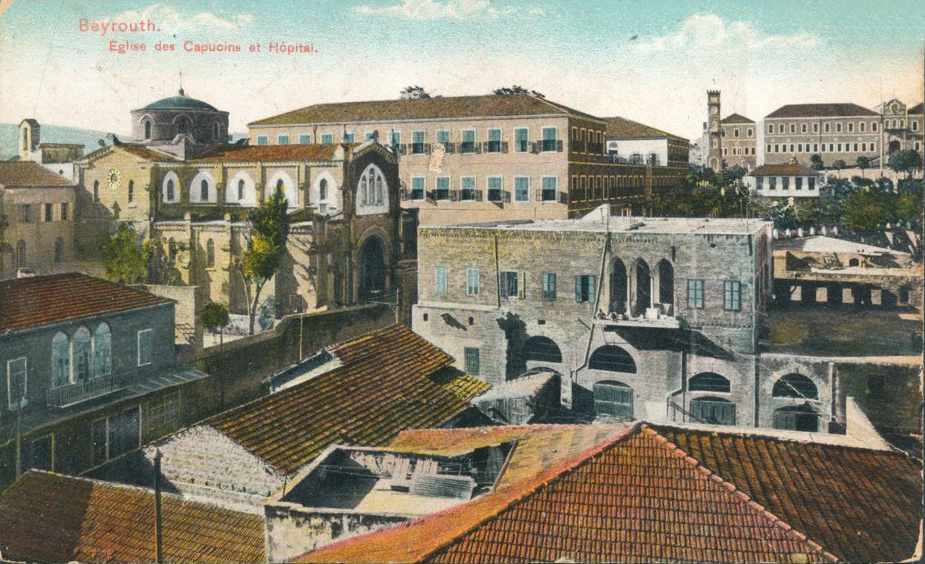
La cathédrale Saint-Louis en 1910.

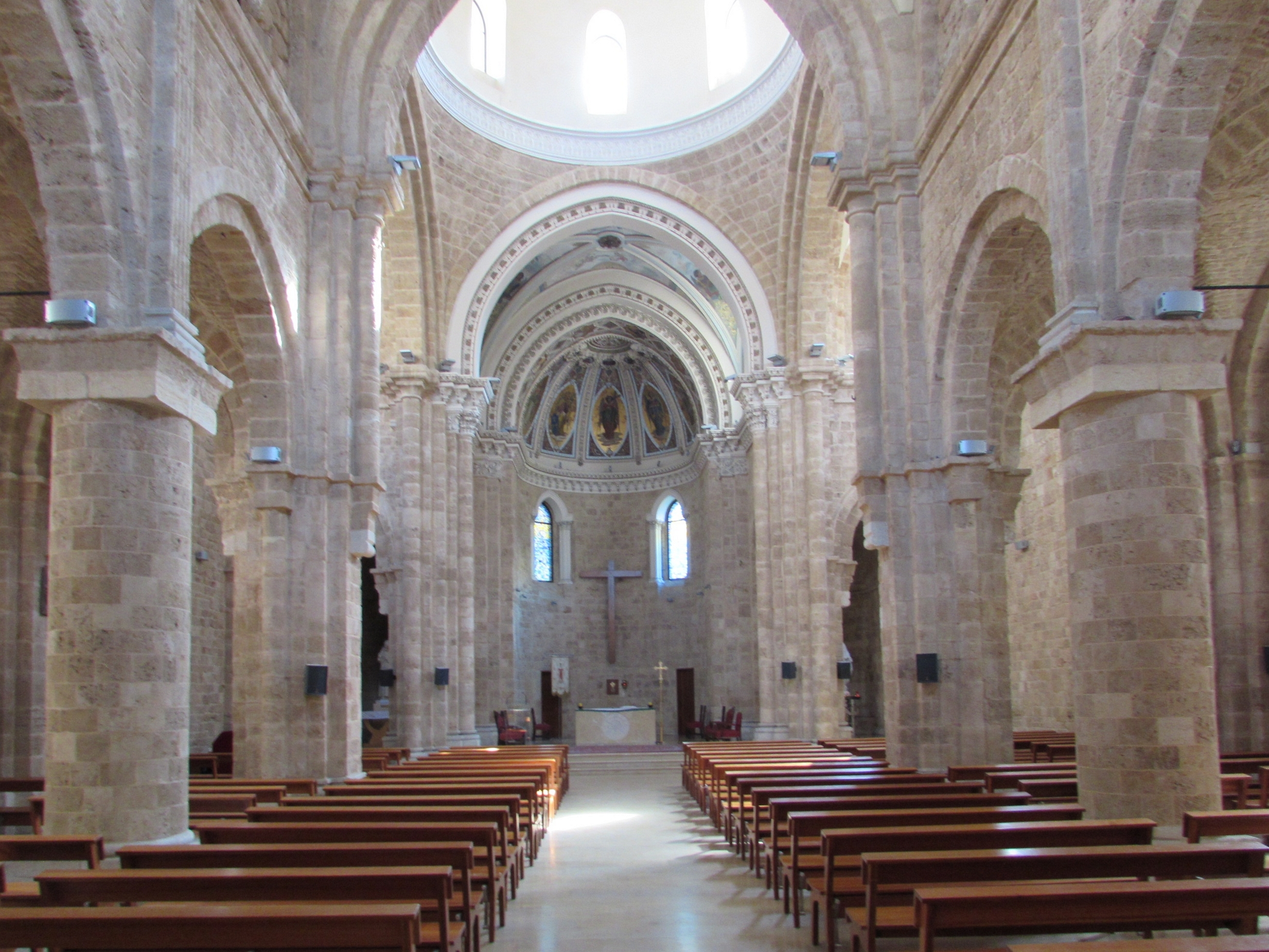
Intérieur de l'édifice restauré, dépouillé de tout son ancien décor.

Les Capucins arrivent à Beyrouth en 1628, mais n'ayant pas encore d'église, ils célèbrent à l'ancienne église Saint-Georges-des-Maronites. En 1732, les Capucins bâtissent leur première église beyroutine près de l'emplacement de la cathédrale actuelle à la place Riyad Solh. Elle est consacrée à saint Louis.
En 1868, l'édifice actuel construit par Luigi Cavelli et Émile Duthoit, est inauguré. Pendant le mandat français au Liban des années 1920 à 1946, elle accueille de grandes cérémonies officielles. Sa paroisse est alors la seule de rite latin à Beyrouth. De 1868 à 1903, elle est desservie par des capucins italiens et de 1903 à 1952 par des capucins français. Depuis 1952, elle est desservie par des capucins de différentes nationalités de la vice-province de l'ordre des frères mineurs capucins du Moyen-Orient.
En décembre 1975, au début de la guerre du Liban, la cathédrale est bombardée par les musulmans et différentes factions. Elle est pillée et incendiée, ainsi que le couvent capucin adjacent. Un capucin libanais, le père Ferdinand Abou Jaoudé, est tué. Après la fin des hostilités, la cathédrale est la première église du centre-ville à rouvrir ses portes après restauration en l'an 2000,.

## Architecture
L'édifice est remarquable par ses façades de grès, ses fenêtres de couleur rose et son  campanile heptagonal,.

## Chronologie
- 1626 : Présence des Capucins à Beyrouth.
- 1732 : Transfert à Bab Derkeh.
- XIXe siècle : Établissement des Capucins sur la colline du Sérail.
- 1864-1868 : Construction dans le style byzantin.
- 1950 : Addition du clocher.
- 1953 : Elle est consacrée comme cathédrale du nouveau vicariat apostolique.
- 1975-1990 : La cathédrale est ravagée par la guerre.
- Décembre 2000 : Inauguration de la cathédrale restaurée.

### Source
- « Cathédrale Saint-Louis de Beyrouth », sur www.gcatholic.org (consulté le 12 août 2020)